# Nejprve stvořil ženu
Nejprve stvořil ženu (někde uveden také jako Žena roku, v anglickém originále Woman of the Year) je americká romanticko-dramatická komedie z roku 1942, režírovaná Georgem Stevensem. Hlavní role ve filmu ztvárnili Spencer Tracy a Katharine Hepburnová.

## Příběh
Tess Hardingová (Katharine Hepburnová) je vysoce vzdělaná, sebevědomá a zcestovalá dcera bývalého velvyslance, která plynně hovoří několika jazyky a aktivně se angažuje jako publicistka politických záležitostí. Sam Craig (Spencer Tracy) je znalý sportovní novinář a oba pracují pro (fiktivní) časopis New York Chronicle.

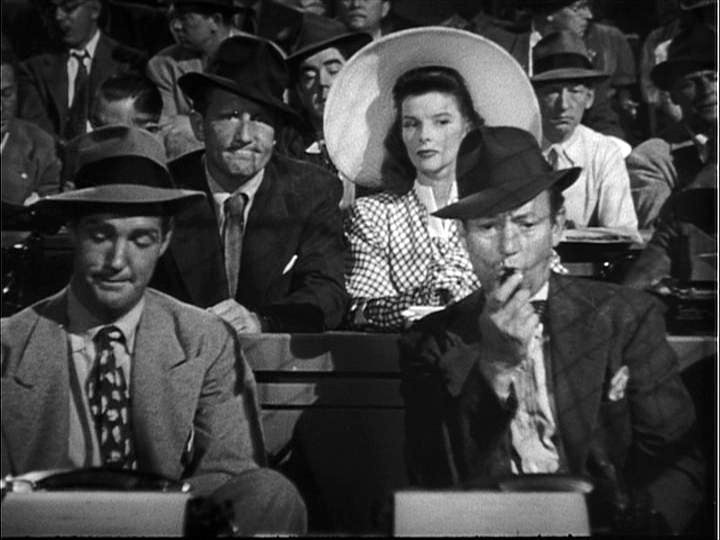
Na baseballovém zápase

Sam jednou v hospodě svého kamaráda Pinkieho (William Bendix) uslyší v rádiu Tessin návrh na zrušení baseballu z důvodu probíhající války a ihned se vydá tento národní sport bránit. Aby se předešlo sporům, zavolá je jejich redaktor k sobě do kanceláře, kde se pokusí vše urovnat. Samovi se však Tess ihned zalíbí, a proto ji také pozve na baseballový zápas. Při té příležitosti se ji poměrně neúspěšně pokouší vysvětlit pravidla, ale Tess se i přesto velmi baví. Na oplátku ho po zápase pozve večer k sobě domů, ale po příchodu Sam zjistí, že se nejedná o žádné rande, nýbrž o večírek se spoustou zahraničních státníků. Poté, co se pokusí neúspěšně navázat sebemenší konverzaci s některým z nich, zaraženě odchází.
Tess mu však druhý den jako omluvu nechá v kanceláři lahev šampaňského a při jeho následné návštěvě ho požádá, jestli by ji neodvezl na letiště. Sam souhlasí, ale ještě předtím se omylem dostane i na pódium při Tessině konferenci v Riverside Hall. Po menším faux pas ji nakonec odveze na letiště, kde se také poprvé políbí a potká zde i její bývalou chůvu Ellen Whitcombovou (Fay Bainterová), která je též velkou feministkou a radí mu, aby se s Tess oženil.
Po Tessině návratu se spolu opět sejdou v hospodě u Pinkieho a večer ho Tess pozve konečně samotného domů. Po několika polibcích však Sam nečekaně odejde a na druhý den, co mu Tess pošle jeho zapomenutý klobouk, ji požádá o ruku. Tess nakonec souhlasí.
Zpočátku klidnou svatbu však rychle přeruší Tessin otec (Minor Watson), který má jen pár minut, a na Tess začne také naléhat její sekretář Gerald Howe (Dan Torbin). Po rychle odbyté svatbě se Sam přestěhuje do Tessina velkého bytu, ale již ten večer k nim mimořádně zavítá uprchlý jugoslávský státník i se dvěma bodyguardy, který prchá před nacisty. Následně se k nim nahrne mnoho dalších politiků a Sam zůstane sedět sám na posteli zklamaný z překažené svatební noci. Na protest si však do bytu hned pozve své kamarády – Pinkieho s manželkou Flo (Gladys Blakeová) a další. Poté, co však překvapená Flo potichu roznese, že jsou novomanželé, byt se pomalu vyklidí a všichni se přesunou k Pinkiemu do hospody.
Jejich manželství však i později moc neklape. Každý se věnuje převážně své kariéře a nemají na sebe téměř žádný čas. Tess se také téměř nevěnuje domácnosti a neumí vařit. Častěji tak vznikají malé i větší konflikty a Sam je z manželství čím dál více nešťastný. Tess se mu však pokusí pomoct a jednoho rána se ho zeptá, jestli by nechtěl mít děti. Sam tento nápad vřele uvítá, ale poté, co mu Tess následně představí malého řeckého uprchlíka Chrise, který neumí ani slovo anglicky, je Sam opravdu velmi zaražený a vytočený. Aniž by stihli problém prodiskutovat, přijde Tess zpráva, že byla jmenována americkou „Ženou roku“.

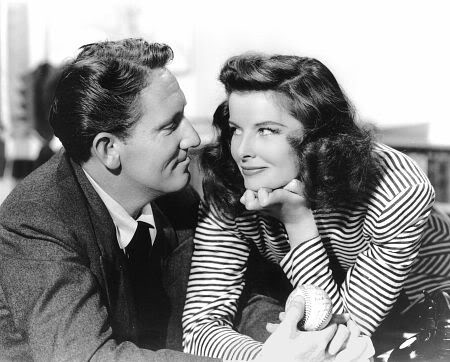
Spencer Tracy a Katharine Hepburnová

Sam se však galavečera zúčastnit nechce a vymluví se, že by měl zůstat s malým chlapcem doma. Během večírku ho však zajde vrátit zpět do sirotčince, kde zjistí, že je Chris stejně šťastnější než u nich a má zde kamarády. Tess v tu dobu dorazí do prázdného bytu se spoustou fotografů a brzy jí dojde, co se stalo. Pozdě večer ještě zajde pro Chrise, ale ten její náruč odmítá a chce zůstat zde se svými kamarády, než ve věčně rozhádané a napjaté domácnosti. Následující den jsou Tess i Sam pozváni pro změnu na svatbu jejího otce s její „tetou“ Ellen. I této události se však Sam zdrží. Tato svatba je oproti jejich uspořádána s veškerou rozvážností a při svatební řeči si dojatá Tess uvědomí, jaká je vlastně její manželská role, ke které se dosud ani zdaleka nepřiblížila.
Následující den se Tess své polorozpadlé manželství pokusí zachránit. V Samově domě se mu pokusí připravit snídani, ale její nešikovné až komické počínání s kuchyňským náčiním a rámus, který přitom vydává, Sama spolehlivě probudí. Ten ji však ani nepřivítá a nevěří ji, když se mu snaží vysvětlit, že se vzdá své práce a stane se „správnou“ manželkou. Poté, co ji Sam chvíli pozoruje při přípravě vaflí, kávy a toastů, začíná se čím dál více děsit. Vafle, do kterých omylem přidala kvasnice ji vykynou, káva jí vybublá a toaster nedokáže ani pořádně zasunout. Situaci nakonec musí zachránit opět Sam, ale to už k domu dorazí také její sekretář Gerald s opentlenou lahví a naléhá na Tess, že už měla dávno křtít novou bitevní loď. Vytočený Sam odvede Geralda na terasu vedle kuchyně a zavře za sebou dveře. Po pár sekundách a třísknutí se vrátí zpět s rozbitou flaškou a se slovy „Právě jsem pokřtil Geralda“, načež se s Tess obejme a usmíří.

## Obsazení
| Spencer Tracy        | Sam Craig          |
| Katharine Hepburnová | Tess Hardingová    |
| Fay Bainterová       | Ellen Whitcombová  |
| Reginald Owen        | Clayton            |
| Minor Watson         | William J. Harding |
| William Bendix       | „Pinkie“ Peters    |
| Gladys Blakeová      | Flo Petersová      |
| Dan Tobin            | Gerald Howe        |
| George Kezas         | Chris              |